# وینسنت (فیلم ۱۹۸۲)
وینسنت (به انگلیسی: Vincent) فیلم کوتاهی است که در سال ۱۹۸۲ به سبک استاپ موشن توسط تیم برتون و ریک هانریش در مدت ۶ ماه طراحی و کارگردانی شد. از آنجایی که در حال حاضر نسخه مستقلی از آن منتشر نشده، فقط در نسخهٔ مخصوص و نسخهٔ کلکسیونرهای فیلم کابوس قبل از کریسمس و دی‌وی‌دی «فیلم‌های کوتاه آمریکایی» از سری «سینما ۱۶» قابل دسترسی است.
فیلم توسط وینسنت پرایس بازیگر معروف و شخصیت مورد علاقهٔ تیم برتون روایت شده. وی بعداً دربارهٔ فیلم گفته: «لذت‌بخش‌ترین اتفاقی بود که تا به حال رخ داده است. آن فیلم جاودانگی بود، حتی بهتر از یک ستاره در پیاده‌روی شهرت هالیوود» آشنایی آن‌ها سبب بازی بعدی وینسنت پرایس در ادوارد دست قیچی شد.
وینسنت مهربان اثر آژمان

## داستان
داستان این فیلم کوتاه دربارهٔ پسرکی به نام وینسنت ملوی است که می‌خواهد شبیه وینسنت پرایس (که راوی فیلم است) رفتار کند. در حالی که تحت تأثیر کتاب‌های ادگار آلن پو قرار دارد و از شدت تأثیر کتاب‌ها دچار توهماتی می‌شود و خود را در حال شکنجه شدن توسط جهان خودساخته‌اش می‌یابد. در پایان در حالی که جمله‌های پایانی شعر «کلاغ» (اثر ادگار آلن پو) را نقل می‌کند روی زمین می‌افتد و باور می‌کند که مرده است.